# Charro!
Charro! é um filme de faroeste de 1969, dirigido por Charles Marquis Warren e protagonizado por Elvis Presley. É o único filme em que Presley não canta e interpreta um personagem totalmente sério, ao contrário de seus trabalhos anteriores.

## Sinopse
Jess Wade (Elvis Presley), um tipo de ex-anti-herói, é atormentado pelos membros de sua antiga gangue, liderada por Vince Hackett (Victor French), que se diverte espalhando terror em uma pequena cidade mexicana. A gangue acaba roubando um canhão de ouro, que foi usado pelo imperador Maximiliano contra o líder mexicano Benito Juarez. Isso porque a gangue quer forçar o pagamento de um resgate e também usá-lo para ameaçar a população. Só Wade, que conhece as verdadeiras intenções de sua antiga gangue, pode salvar a pequena cidade.

## Elenco
- Elvis Presley: Jess Wade
- Ina Balin: Tracey Winters
- Victor French: Vince Hackett
- Barbara Werle: Sara Ramsey
- Solomon Sturges: Billy Roy Hackett
- Lynn Kellogg: Marcie
- Paul Brinegar: Opie Keetch
- Harry Landers: Heff
- Tony Young: Lt. Rivera
- James Almanzar: Sheriff Ramsey